# La Terrasse-sur-Dorlay
 La Terrasse-sur-Dorlay  es una población y comuna francesa, situada en la región de Ródano-Alpes, departamento de Loira, en el distrito de Saint-Étienne y cantón de La Grand-Croix.

## Demografía
| 462 | 500 | 465 | 520 | 545 | 653 |
| Para los censos de 1962 a 1999 la población legal corresponde a la población sin duplicidades (Fuente: INSEE [Consultar]) |     |     |     |     |     |